# Fabian Gottlieb von Bellingshausen
Fabian Gottlieb von Bellingshausen (født 20. september 1778 på Øsel, død 13. januar 1852 i Kronstadt) var en tyskbaltisk søfarer og militærperson i russisk tjeneste.
Allerede som tiårig begyndte han på sin militære løbebane som kadet ved søfartsakademiet i Kronstadt. Fra 1803 til 1806 deltog han i den første russiske verdensomsejling.
Den 5. september 1819 drog han af sted til den første russiske Antarktis-omsejling. Under omsejlingen opdagede han øerne Peter I's ø og Alexander I's ø, før han i august 1821 vendte tilbage til Kronstadt.
Senere blev han forfremmet til admiral og blev borgmester i Kronstadt.
Øen Motu One i Fransk Polynesien blev, da den blev opdaget af søfareren Otto von Kotzebue i 1824, kaldt Bellinghausen som en hyldest til Fabian von Bellingshausen.